# Godło Mali

Godło Mali zostało przyjęte 20 października 1973 roku. Godło jest okrągłe, a w jego centralnej części przedstawiono Wielki Meczet w Dżenne. Nad nim umieszczono lecącego sępa. Na dole znajduje się wschodzące słońce oraz dwa naciągnięte łuki. Wokół centralnej części godła umieszczono napisy: République du Mali (fr. Republika Mali) na górze oraz Un Peuple, Un But, Une Foi (fr. Jeden lud, jeden cel, jedna wiara) na dole.